# Rhododrilus minutus
Rhododrilus minutus är en ringmaskart som beskrevs av Frank Evers Beddard 1889. Rhododrilus minutus ingår i släktet Rhododrilus och familjen Acanthodrilidae. Inga underarter finns listade i Catalogue of Life.